# إيثر 15-تاج-5
إيثر 15-تاج-5 هو إيثر تاجي له الصيغة الكيميائية C10H20O5، ويكون على شكل سائل عديم اللون.

## التحضير
يحضر إيثر 15-تاج-5 من إجراء طريقة محورة من اصطناع وليامسون للإيثر؛ أو من تفاعل التحلّق قليل الوحدات لأكسيد الإيثيلين بوجود غاز ثلاثي فلوريد البورون.

## الخواص
يكون مركب إيثر 15-تاج-5 على شكل سائل عديم اللون، يمتزج مع الماء. وهو عبارة عن خماسي وحدات (بنتامير) من أكسيد الإيثيلين على شكل حلقة ضخمة، تكون فتحة التجويف فيها مناسبة للتناسق مع كاتيون الصوديوم، وكذلك مع البوتاسيوم.

## الاستخدامات
يستخدم مركب إيثر 15-تاج-5 في تحضير المعقدات التناسقية ذات البنية المتعلقة.

## اقرأ أيضاً
- إيثر 12-تاج-4
- إيثر 18-تاج-6